# Jüdischer Friedhof (Gauersheim)

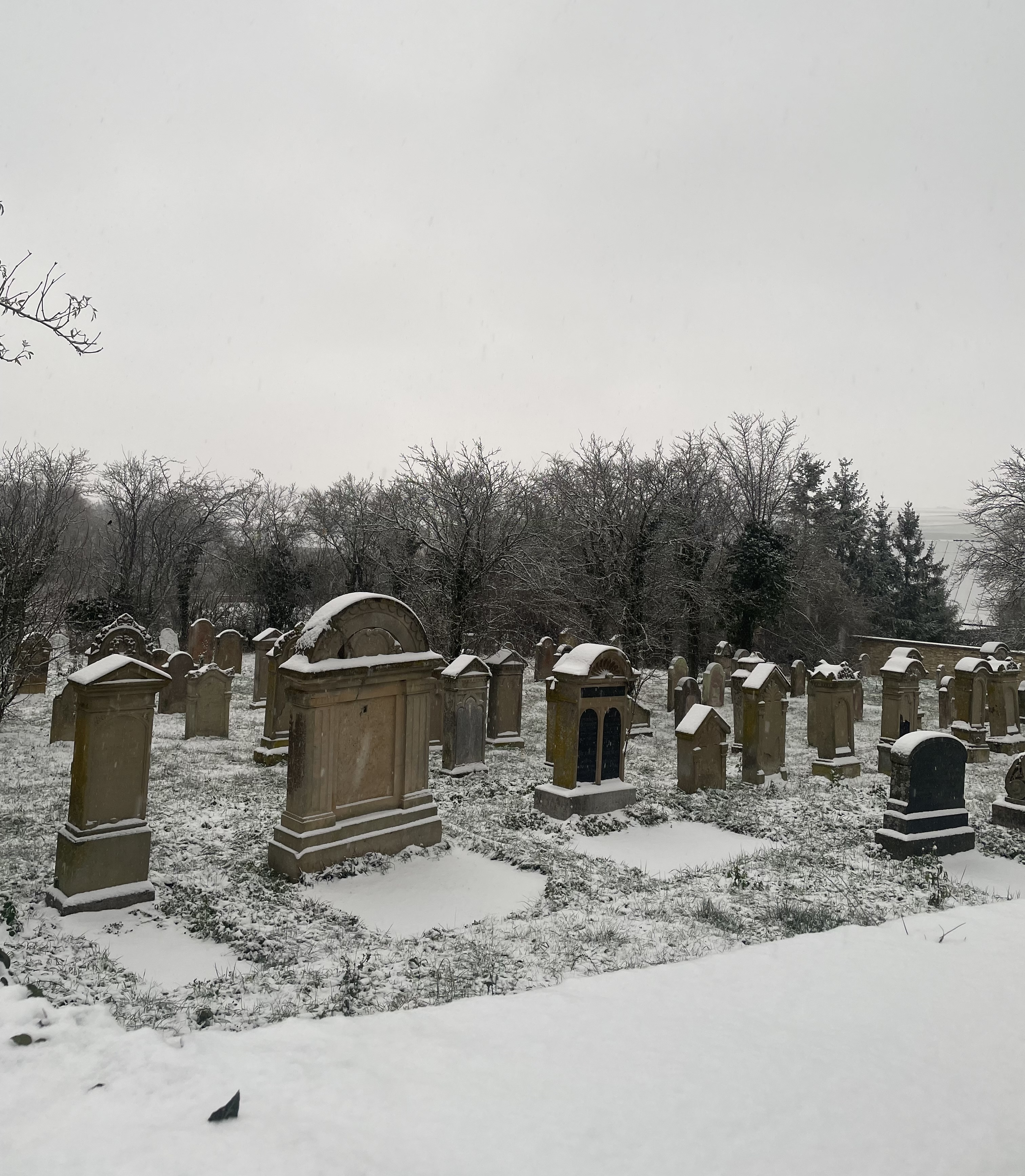
Jüdischer Friedhof Gauersheim

Der Jüdische Friedhof Gauersheim  ist ein Friedhof in Gauersheim, einer Ortsgemeinde im Donnersbergkreis in Rheinland-Pfalz.
Der 1230 m² große jüdische Friedhof liegt Am Bangert, „Im Wassergarten am Bannzaun“, westlich des Dorfes auf Höhe der protestantischen Kirche, etwa 50 Meter von der Hauptstraße entfernt. Er wurde von etwa 1770 bis 1934 belegt. In den Jahren 1818 und 1874 wurde er erweitert. In den 1870er-Jahren erhielt er ein Portal und eine Umfassungsmauer. Während der NS-Zeit wurde der Friedhof geschändet.
Es sind 109 Grabsteine vorhanden.